# Aspartato chinasi
L'aspartato chinasi è un enzima (numero EC 2.7.2.4) appartenente alla classe delle transferasi, che catalizza la seguente reazione di fosforilazione:
ATP + L-aspartato {\displaystyle \rightleftharpoons } ADP + 4-fosfo-L-aspartato
Questa reazione è il primo passaggio nella biosintesi di tre amminoacidi essenziali: metionina, lisina, e treonina, nota come "famiglia dell'aspartato". Il gene per l'aspartato chinasi è presente solo in microrganismi e piante, ma non è presente negli animali, che non possono biosintetizzare gli amminoacidi essenziali e li devono necessariamente assumere con l'alimentazione.
In Escherichia coli, l'aspartato chinasi è presente come tre isoenzimi con regolazione indipendente, ciascuno dei quali è specifico per la sintesi di uno dei tre amminoacidi. Questo permette la regolazione indipendente della biosintesi di metionina, lisina, e treonina. Le forme che producono treonina e lisina sono soggette a inibizione enzimatica feedback, e tutti e tre possono essere repressi a livello di espressione genica da elevate concentrazioni dei loro prodotti finali. L'assenza di questi enzimi negli animali li rende obiettivi chiave per nuovi erbicidi e biocidi e per migliorare il valore nutrizionale delle colture.